# Goldschale von Mjövik

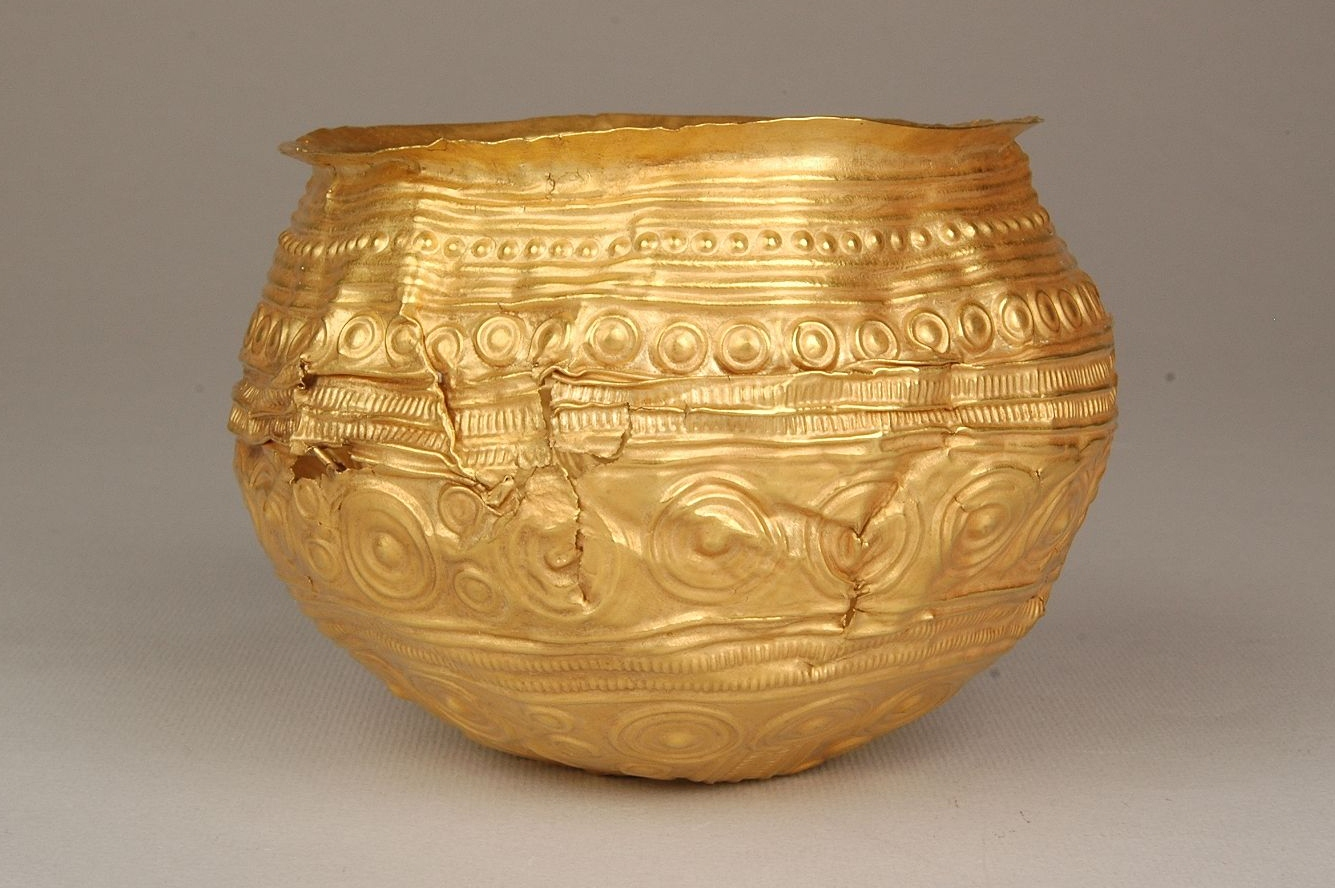
Blekingegoldschale

Die Goldschale von Mjövik (schwedisch Blekingeguldskålen) ist eine 1847 in Mjövik südlich von Nättraby (Gemeinde Karlskrona) im Osten von Blekinge in Schweden in der Nähe der Küste gefundene Goldschale.

## Beschreibung
Das etwa 10 cm hohe gut erhaltene Gefäß hat ein getriebenes Ornament aus konzentrischen Kreisen, die mit Punkten, Bändern und Rondellen gefüllt sind. Es stammt aus der Bronzezeit und wurde etwa 1000 v. Chr. erzeugt.
Da das Gefäß nah am Wasser gefunden wurde, war es wahrscheinlich ein Opfer, das in einem heute verlandeten Feuchtgebiet hinterlassen wurde.
Die Goldschale wird im Goldsaal des Statens historiska museum in Stockholm aufbewahrt. Eine Kopie befindet sich im Blekinge Museum in Karlskrona.

Blekingegoldschale
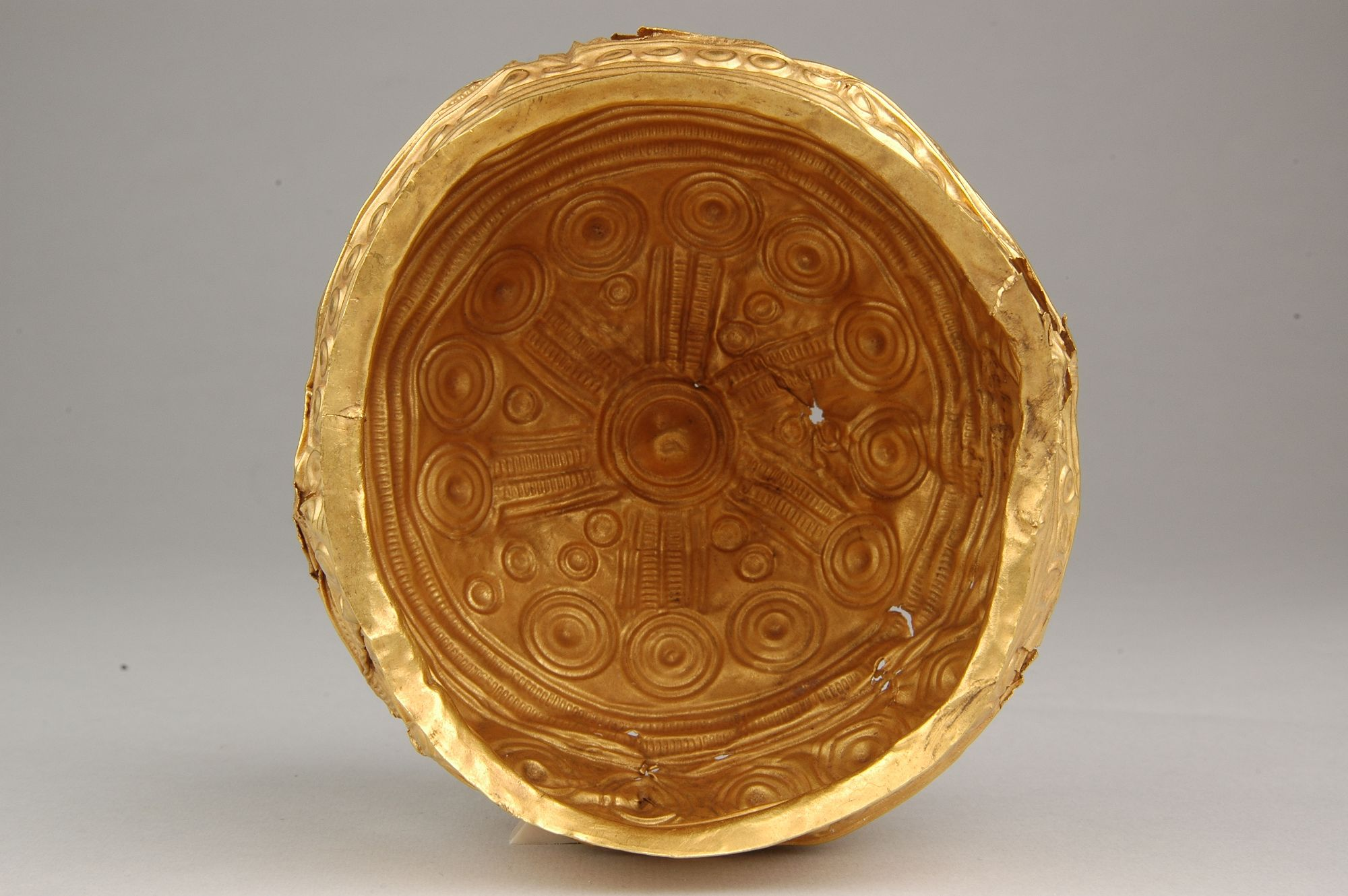
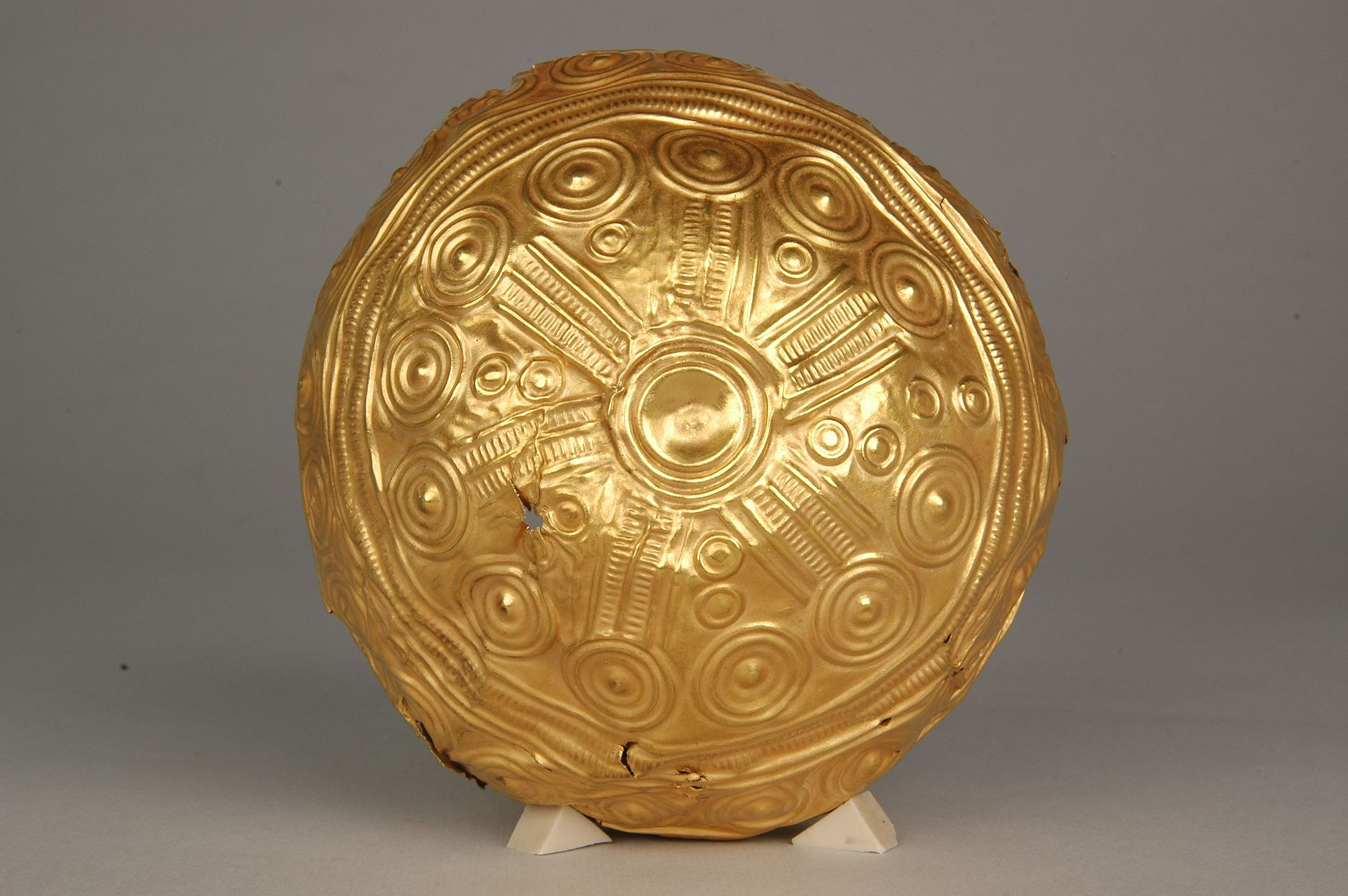

## Kontext
Goldfunde  aus der Bronzezeit sind in Schweden selten. Die Goldschalen von Mjövik und die Goldschale vom Smörkull, südlich von Falkenberg in Halland sind die einzigen hier gefundenen. In Dänemark und Norddeutschland (Goldschale von Krottorf, Goldschalen von Terheide) wurden etwa 50 Schalen des gleichen Typs gefunden. Die schwedischen Schalen wurden wahrscheinlich zwischen dem 12. und 9. Jahrhundert v. Chr. hergestellt.